# ديمتريوس جونز
ديمتريوس جونز (بالإنجليزية: Demetrius Jones)‏ هو لاعب كرة قدم أمريكية أمريكي، ولد في 3 يناير 1988 في شيكاغو في الولايات المتحدة.